# Paramichelia
Paramichelia es un género de plantas de la familia de las magnoliaceas.
- Este género es un sinónimo de Magnolia. Véase AP-website.

- Datos: Q10916821